# Hockey su ghiaccio ai XXII Giochi olimpici invernali - Convocazioni al torneo maschile
Ciascuna squadra partecipante al torneo di hockey su ghiaccio ai XXII Giochi olimpici invernali consisteva al massimo di 22 giocatori di movimento (attaccanti e difensori), con l'aggiunta di 3 portieri.

## Gruppo A

### Russia
Allenatore:  Zinėtula Biljaletdinov.
Lista dei convocati aggiornata al 12 febbraio 2014.
| N. | Pos. | Nome                  | Anno | Alt. | Peso | Tiro | Squadra               |
| -- | ---- | --------------------- | ---- | ---- | ---- | ---- | --------------------- |
| 1  | P    | Semën Varlamov        | 1988 | 185  | 85   | L    | Colorado Avalanche    |
| 5  | D    | Il'ja Nikulin         | 1982 | 191  | 98   | L    | Ak Bars Kazan’        |
| 6  | D    | Nikita Nikitin        | 1986 | 193  | 89   | L    | Columbus Blue Jackets |
| 8  | A    | Aleksandr Ovečkin - A | 1985 | 189  | 99   | R    | Washington Capitals   |
| 10 | A    | Viktor Tichonov       | 1988 | 188  | 83   | R    | SKA Pietroburgo       |
| 11 | A    | Evgenij Malkin        | 1986 | 192  | 86   | L    | Pittsburgh Penguins   |
| 13 | A    | Pavel Dacjuk - C      | 1978 | 180  | 86   | L    | Detroit Red Wings     |
| 15 | A    | Aleksandr Svitov      | 1982 | 192  | 106  | L    | Ak Bars Kazan’        |
| 24 | A    | Aleksandr Popov       | 1980 | 178  | 82   | R    | Avangard Omsk         |
| 26 | D    | Vjačeslav Vojnov      | 1990 | 180  | 83   | R    | Los Angeles Kings     |
| 27 | A    | Aleksej Tereščenko    | 1981 | 180  | 80   | L    | Ak Bars Kazan’        |
| 28 | A    | Aleksandr Sëmin       | 1984 | 189  | 85   | R    | Carolina Hurricanes   |
| 30 | P    | Aleksandr Erëmenko    | 1980 | 179  | 75   | L    | Dinamo Mosca          |
| 41 | A    | Nikolaj Kulëmin       | 1986 | 185  | 100  | L    | Toronto Maple Leafs   |
| 42 | A    | Artëm Anisimov        | 1988 | 193  | 88   | L    | Columbus Blue Jackets |
| 43 | A    | Valerij Ničuškin      | 1988 | 193  | 94   | R    | Dallas Stars          |
| 47 | A    | Aleksandr Radulov     | 1986 | 186  | 91   | L    | CSKA Mosca            |
| 51 | D    | Fëdor Tjutin          | 1983 | 188  | 95   | L    | Columbus Blue Jackets |
| 71 | A    | Il'ja Koval'čuk - A   | 1983 | 188  | 104  | R    | SKA Pietroburgo       |
| 72 | P    | Sergej Bobrovskij     | 1988 | 188  | 86   | L    | Columbus Blue Jackets |
| 74 | D    | Aleksej Emelin        | 1986 | 185  | 97   | L    | Montreal Canadiens    |
| 77 | D    | Anton Belov           | 1986 | 192  | 96   | L    | Edmonton Oilers       |
| 79 | D    | Andrej Markov         | 1978 | 183  | 92   | L    | Montreal Canadiens    |
| 82 | D    | Evgenij Medvedev      | 1982 | 190  | 87   | L    | Ak Bars Kazan’        |
| 91 | A    | Vladimir Tarasenko    | 1991 | 184  | 95   | L    | St. Louis Blues       |

LEGENDA:

P = Portiere, D = Difensore, A = Attaccante, L = sinistra, R = destra

### Slovacchia
Allenatore:  Vladimír Vůjtek.
Lista dei convocati aggiornata all'11 febbraio 2014.
| N. | Pos. | Nome               | Anno | Alt. | Peso | Tiro | Squadra             |
| -- | ---- | ------------------ | ---- | ---- | ---- | ---- | ------------------- |
| 7  | D    | Ivan Baranka       | 1985 | 189  | 91   | L    | Avangard Omsk       |
| 13 | A    | Tomáš Jurčo        | 1992 | 188  | 85   | L    | Detroit Red Wings   |
| 14 | D    | Andrej Meszároš    | 1985 | 188  | 99   | L    | Philadelphia Flyers |
| 19 | D    | Michel Miklík      | 1981 | 183  | 89   | L    | Jugra C.-M.         |
| 23 | D    | René Vydarený      | 1981 | 186  | 92   | L    | Mountfield HK       |
| 26 | A    | Michal Handzuš - A | 1977 | 196  | 98   | L    | Chicago Blackhawks  |
| 28 | A    | Richard Pánik      | 1991 | 187  | 94   | L    | Tampa Bay Lightning |
| 31 | P    | Peter Budaj        | 1982 | 183  | 90   | L    | Montreal Canadiens  |
| 33 | D    | Zdeno Chára - C    | 1979 | 206  | 117  | L    | Boston Bruins       |
| 41 | P    | Jaroslav Halák     | 1985 | 179  | 84   | L    | St. Louis Blues     |
| 43 | A    | Tomáš Surový       | 1981 | 186  | 98   | L    | Dinamo Minsk        |
| 44 | D    | Andrej Sekera      | 1986 | 183  | 90   | L    | Carolina Hurricanes |
| 50 | P    | Ján Laco           | 1981 | 181  | 83   | L    | Donbas Donec'k      |
| 52 | A    | Martin Marinčin    | 1992 | 192  | 82   | L    | Edmonton Oilers     |
| 61 | A    | Milan Bartovič     | 1981 | 182  | 88   | L    | Slovan Bratislava   |
| 65 | A    | Tomáš Marcinko     | 1988 | 193  | 94   | R    | Košice              |
| 67 | A    | Tomáš Záborský     | 1987 | 181  | 91   | L    | Salavat Julaev      |
| 68 | D    | Milan Jurčina      | 1983 | 193  | 114  | R    | TPS                 |
| 81 | A    | Marián Hossa - A   | 1979 | 187  | 95   | L    | Chicago Blackhawks  |
| 82 | A    | Tomáš Kopecký      | 1982 | 190  | 91   | L    | Florida Panthers    |
| 85 | A    | Peter Ölvecký      | 1985 | 188  | 97   | L    | Slovan Bratislava   |
| 88 | A    | Marcel Hossa       | 1981 | 187  | 99   | L    | Dinamo Riga         |
| 90 | A    | Tomáš Tatar        | 1990 | 178  | 84   | L    | Detroit Red Wings   |
| 91 | A    | Tomáš Starosta     | 1982 | 184  | 90   | R    | Slovan Bratislava   |
| 92 | A    | Branko Radivojevič | 1980 | 183  | 94   | R    | Slovan Bratislava   |

LEGENDA:

P = Portiere, D = Difensore, A = Attaccante, L = sinistra, R = destra

### Slovenia
Allenatore:  Matjaž Kopitar.
Lista dei convocati aggiornata al 12 febbraio 2014.
| N. | Pos. | Nome                | Anno | Alt. | Peso | Tiro | Squadra             |
| -- | ---- | ------------------- | ---- | ---- | ---- | ---- | ------------------- |
| 1  | P    | Andrej Hočevar      | 1984 | 183  | 85   | L    | Dauphins d'Épinal   |
| 4  | D    | Andrej Tavželj      | 1984 | 188  | 93   | L    | Dragons de Rouen    |
| 7  | D    | Klemen Pretnar      | 1986 | 179  | 80   | R    | Villacher SV        |
| 8  | A    | Žiga Jeglič         | 1988 | 185  | 80   | R    | ERC Ingolstadt      |
| 9  | A    | Tomaž Razingar - C  | 1979 | 186  | 98   | L    | Troja-Ljungby       |
| 11 | A    | Anže Kopitar - A    | 1987 | 192  | 100  | L    | Los Angeles Kings   |
| 12 | A    | David Rodman        | 1983 | 185  | 83   | L    | IK Oskarshamn       |
| 14 | D    | Matic Podlipnik     | 1992 | 181  | 85   | L    | Dukla Jihlava       |
| 15 | D    | Blaž Gregorc        | 1990 | 190  | 95   | L    | Pardubice           |
| 16 | A    | Aleš Mušič          | 1982 | 176  | 83   | L    | Olimpija Lubiana    |
| 17 | D    | Žiga Pavlin         | 1985 | 193  | 98   | R    | Troja-Ljungby       |
| 19 | A    | Žiga Pance          | 1985 | 185  | 92   | L    | Bolzano             |
| 22 | A    | Marcel Rodman - A   | 1984 | 186  | 85   | R    | SERC Wild Wings     |
| 24 | A    | Rok Tičar           | 1989 | 180  | 82   | L    | Kölner Haie         |
| 26 | A    | Jan Urbas           | 1989 | 192  | 98   | L    | Red Bull München    |
| 28 | D    | Aleš Kranjc         | 1981 | 181  | 92   | L    | Kölner Haie         |
| 33 | P    | Robert Kristan      | 1983 | 183  | 83   | L    | Nitra               |
| 39 | A    | Jan Muršak          | 1988 | 180  | 85   | R    | CSKA Mosca          |
| 40 | P    | Luka Gračnar        | 1993 | 178  | 85   | L    | Red Bull Salisburgo |
| 51 | D    | Mitja Robar         | 1983 | 176  | 85   | L    | Krefeld Pinguine    |
| 55 | A    | Robert Sabolič      | 1988 | 183  | 88   | L    | ERC Ingolstadt      |
| 71 | A    | Bostjan Goličič     | 1989 | 183  | 89   | L    | Diables Rouges      |
| 86 | D    | Sabahudin Kovačevič | 1986 | 190  | 95   | R    | Saryarka            |
| 91 | A    | Miha Verlič         | 1991 | 194  | 85   | L    | Olimpija Lubiana    |
| 92 | A    | Anže Kuralt         | 1991 | 173  | 85   | R    | Dauphins d'Épinal   |

LEGENDA:

P = Portiere, D = Difensore, A = Attaccante, L = sinistra, R = destra

### Stati Uniti
Allenatore:  Dan Bylsma.
Lista dei convocati aggiornata all'11 febbraio 2014.
| N. | Pos. | Nome               | Anno | Alt. | Peso | Tiro | Squadra             |
| -- | ---- | ------------------ | ---- | ---- | ---- | ---- | ------------------- |
| 3  | D    | Cam Fowler         | 1991 | 185  | 95   | L    | Anaheim Ducks       |
| 4  | D    | John Carlson       | 1990 | 191  | 98   | R    | Washington Capitals |
| 7  | D    | Paul Martin        | 1982 | 185  | 91   | L    | Pittsburgh Penguins |
| 8  | A    | Joe Pavelski       | 1984 | 180  | 87   | R    | San Jose Sharks     |
| 9  | A    | Zach Parise - C    | 1984 | 180  | 88   | L    | Minnesota Wild      |
| 12 | A    | Derek Stepan       | 1990 | 183  | 86   | R    | New York Rangers    |
| 17 | A    | Ryan Kesler        | 1984 | 188  | 97   | R    | Vancouver Canucks   |
| 20 | D    | Ryan Suter - A     | 1985 | 185  | 91   | L    | Minnesota Wild      |
| 21 | A    | James van Riemsdyk | 1989 | 191  | 96   | L    | Toronto Maple Leafs |
| 22 | D    | Kevin Shattenkirk  | 1989 | 183  | 93   | R    | St. Louis Blues     |
| 23 | A    | Dustin Brown - A   | 1984 | 183  | 95   | L    | Los Angeles Kings   |
| 24 | A    | Ryan Callahan      | 1985 | 178  | 86   | R    | New York Rangers    |
| 26 | A    | Paul Stastny       | 1985 | 183  | 93   | L    | Colorado Avalanche  |
| 27 | D    | Ryan McDonagh      | 1989 | 185  | 98   | L    | New York Rangers    |
| 28 | A    | Blake Wheeler      | 1986 | 196  | 102  | R    | Winnipeg Jets       |
| 32 | P    | Jonathan Quick     | 1986 | 185  | 100  | L    | Los Angeles Kings   |
| 35 | P    | Jimmy Howard       | 1984 | 185  | 99   | L    | Detroit Red Wings   |
| 39 | P    | Ryan Miller        | 1980 | 188  | 79   | L    | Buffalo Sabres      |
| 42 | A    | David Backes       | 1984 | 191  | 101  | R    | St. Louis Blues     |
| 44 | D    | Brooks Orpik       | 1980 | 188  | 100  | L    | Pittsburgh Penguins |
| 67 | A    | Max Pacioretty     | 1988 | 188  | 99   | R    | Montreal Canadiens  |
| 72 | D    | Justin Faulk       | 1992 | 180  | 98   | R    | Carolina Hurricanes |
| 74 | A    | T.J. Oshie         | 1986 | 180  | 86   | R    | St. Louis Blues     |
| 81 | A    | Phil Kessel        | 1987 | 183  | 95   | R    | Toronto Maple Leafs |
| 88 | A    | Patrick Kane       | 1988 | 178  | 82   | L    | Chicago Blackhawks  |

LEGENDA:

P = Portiere, D = Difensore, A = Attaccante, L = sinistra, R = destra

## Gruppo B

### Austria
Allenatore:  Emanuel Viveiros.
Lista dei convocati aggiornata all'11 febbraio 2014.
| N. | Pos. | Nome                  | Anno | Alt. | Peso | Tiro | Squadra             |
| -- | ---- | --------------------- | ---- | ---- | ---- | ---- | ------------------- |
| 4  | D    | Gerhard Unterluggauer | 1976 | 177  | 93   | L    | Villacher SV        |
| 5  | A    | Thomas Raffl          | 1986 | 193  | 103  | L    | Red Bull Salisburgo |
| 7  | D    | Stefan Ulmer          | 1990 | 175  | 80   | R    | Lugano              |
| 10 | A    | Daniel Oberkofler     | 1988 | 183  | 74   | L    | Black Wings Linz    |
| 12 | A    | Michael Raffl         | 1988 | 187  | 93   | L    | Philadelphia Flyers |
| 14 | A    | Andreas Nödl          | 1987 | 187  | 90   | L    | Red Bull Salisburgo |
| 15 | A    | Manuel Latusa         | 1984 | 182  | 89   | L    | Red Bull Salisburgo |
| 18 | A    | Thomas Koch - A       | 1983 | 173  | 78   | L    | KAC                 |
| 20 | A    | Daniel Welser         | 1983 | 180  | 86   | L    | Red Bull Salisburgo |
| 22 | D    | Thomas Pöck           | 1981 | 184  | 94   | L    | KAC                 |
| 24 | P    | Mathias Lange         | 1985 | 178  | 82   | L    | Iserlohn Roosters   |
| 25 | A    | Matthias Iberer       | 1985 | 188  | 100  | L    | Black Wings Linz    |
| 26 | A    | Thomas Vanek - C      | 1984 | 187  | 95   | R    | New York Islanders  |
| 27 | A    | Thomas Hundertpfund   | 1989 | 190  | 95   | L    | Timrå               |
| 29 | P    | Bernhard Starkbaum    | 1986 | 186  | 93   | L    | Brynäs              |
| 30 | P    | René Swette           | 1988 | 183  | 83   | L    | KAC                 |
| 40 | A    | Michael Grabner       | 1987 | 186  | 85   | L    | New York Islanders  |
| 41 | D    | Mario Altmann         | 1986 | 193  | 98   | L    | Villacher SV        |
| 48 | D    | Florian Iberer        | 1982 | 185  | 95   | L    | KAC                 |
| 51 | D    | Matthias Trattnig - A | 1979 | 185  | 96   | L    | Red Bull Salisburgo |
| 55 | D    | Robert Lukas          | 1978 | 177  | 84   | L    | Black Wings Linz    |
| 64 | D    | André Lakos           | 1979 | 201  | 109  | R    | Vienna Capitals     |
| 77 | A    | Brian Lebler          | 1988 | 192  | 100  | L    | Black Wings Linz    |
| 89 | A    | Raphael Herburger     | 1989 | 178  | 77   | L    | Bienne              |
| 91 | A    | Oliver Setzinger      | 1983 | 184  | 95   | L    | Losanna             |

LEGENDA:

P = Portiere, D = Difensore, A = Attaccante, L = sinistra, R = destra

### Canada
Allenatore:  Mike Babcock.
Lista dei convocati aggiornata all'11 febbraio 2014.
| N. | Pos. | Nome                | Anno | Alt. | Peso | Tiro | Squadra             |
| -- | ---- | ------------------- | ---- | ---- | ---- | ---- | ------------------- |
| 1  | P    | Roberto Luongo      | 1979 | 190  | 98   | L    | Vancouver Canucks   |
| 2  | D    | Duncan Keith        | 1983 | 185  | 90   | L    | Chicago Blackhawks  |
| 5  | D    | Dan Hamhuis         | 1982 | 186  | 94   | L    | Vancouver Canucks   |
| 6  | D    | Shea Weber - A      | 1985 | 193  | 106  | R    | Nashville Predators |
| 8  | D    | Drew Doughty        | 1989 | 185  | 94   | R    | Los Angeles Kings   |
| 9  | A    | Matt Duchene        | 1991 | 180  | 91   | L    | Colorado Avalanche  |
| 10 | A    | Patrick Sharp       | 1981 | 185  | 90   | L    | Chicago Blackhawks  |
| 12 | A    | Patrick Marleau     | 1979 | 189  | 100  | L    | San Jose Sharks     |
| 14 | A    | Chris Kunitz        | 1979 | 183  | 88   | L    | Pittsburgh Penguins |
| 15 | A    | Ryan Getzlaf        | 1985 | 193  | 100  | R    | Anaheim Ducks       |
| 16 | A    | Jonathan Toews - A  | 1988 | 188  | 95   | L    | Chicago Blackhawks  |
| 19 | D    | Jay Bouwmeester     | 1983 | 193  | 96   | L    | St. Louis Blues     |
| 20 | A    | John Tavares        | 1990 | 193  | 90   | L    | New York Islanders  |
| 22 | A    | Jamie Benn          | 1989 | 189  | 94   | L    | Dallas Stars        |
| 24 | A    | Corey Perry         | 1985 | 191  | 93   | R    | Anaheim Ducks       |
| 26 | A    | Martin St. Louis    | 1975 | 183  | 85   | L    | Tampa Bay Lightning |
| 27 | D    | Alex Pietrangelo    | 1990 | 190  | 96   | R    | St. Louis Blues     |
| 31 | P    | Carey Price         | 1987 | 191  | 100  | L    | Montreal Canadiens  |
| 37 | A    | Patrice Bergeron    | 1985 | 188  | 88   | R    | Boston Bruins       |
| 41 | P    | Mike Smith          | 1985 | 188  | 88   | R    | Phoenix Coyotes     |
| 44 | D    | Marc-Édouard Vlasic | 1987 | 185  | 93   | L    | San Jose Sharks     |
| 61 | A    | Rick Nash           | 1984 | 188  | 88   | L    | New York Rangers    |
| 76 | D    | P.K. Subban         | 1989 | 183  | 98   | R    | Montreal Canadiens  |
| 77 | D    | Jeff Carter         | 1985 | 193  | 95   | R    | Los Angeles Kings   |
| 87 | A    | Sidney Crosby - C   | 1987 | 180  | 91   | L    | Pittsburgh Penguins |

LEGENDA:

P = Portiere, D = Difensore, A = Attaccante, L = sinistra, R = destra

### Finlandia
Allenatore:  Erkka Westerlund.
Lista dei convocati aggiornata all'11 febbraio 2014.
| N. | Pos. | Nome               | Anno | Alt. | Peso | Tiro | Squadra             |
| -- | ---- | ------------------ | ---- | ---- | ---- | ---- | ------------------- |
| 3  | D    | Olli Määttä        | 1994 | 187  | 89   | L    | Pittsburgh Penguins |
| 4  | D    | Ossi Väänänen      | 1980 | 191  | 99   | L    | Jokerit             |
| 5  | D    | Lasse Kukkonen     | 1981 | 183  | 85   | L    | Oulun Kärpät        |
| 6  | D    | Sami Salo          | 1974 | 190  | 93   | R    | Tampa Bay Lightning |
| 8  | A    | Teemu Selänne - C  | 1970 | 182  | 91   | R    | Anaheim Ducks       |
| 12 | A    | Olli Jokinen       | 1978 | 187  | 91   | L    | Winnipeg Jets       |
| 15 | A    | Tuomo Ruutu        | 1983 | 182  | 89   | L    | Carolina Hurricanes |
| 16 | A    | Aleksander Barkov  | 1995 | 190  | 91   | L    | Florida Panthers    |
| 18 | D    | Sami Lepistö       | 1984 | 186  | 85   | L    | Avtomobilist        |
| 21 | A    | Jori Lehterä       | 1987 | 187  | 97   | L    | Sibir’ Novosibirsk  |
| 23 | A    | Sakari Salminen    | 1988 | 177  | 75   | R    | Torpedo N. Novg.    |
| 26 | A    | Jarkko Immonen     | 1982 | 182  | 90   | R    | Torpedo N. Novg.    |
| 27 | A    | Petri Kontiola     | 1984 | 182  | 92   | R    | Traktor Čeljabinsk  |
| 28 | A    | Lauri Korpikoski   | 1986 | 185  | 88   | L    | Phoenix Coyotes     |
| 31 | P    | Antti Niemi        | 1983 | 187  | 91   | L    | San Jose Sharks     |
| 32 | P    | Kari Lehtonen      | 1983 | 193  | 91   | L    | Dallas Stars        |
| 36 | A    | Jussi Jokinen      | 1983 | 181  | 86   | L    | Pittsburgh Penguins |
| 38 | D    | Juuso Hietanen     | 1985 | 180  | 85   | R    | Torpedo N. Novg.    |
| 40 | P    | Tuukka Rask        | 1987 | 187  | 80   | L    | Boston Bruins       |
| 41 | A    | Antti Pihlström    | 1984 | 180  | 82   | L    | Salavat Julaev      |
| 44 | D    | Kimmo Timonen - A  | 1975 | 177  | 84   | L    | Philadelphia Flyers |
| 45 | D    | Sami Vatanen       | 1991 | 177  | 79   | R    | Anaheim Ducks       |
| 50 | A    | Juhamatti Aaltonen | 1985 | 184  | 85   | R    | Oulun Kärpät        |
| 64 | A    | Mikael Granlund    | 1992 | 179  | 83   | L    | Minnesota Wild      |
| 37 | D    | Leo Komarov - A    | 1987 | 180  | 90   | L    | Dinamo Mosca        |

LEGENDA:

P = Portiere, D = Difensore, A = Attaccante, L = sinistra, R = destra

### Norvegia
Allenatore:  Roy Johansen.
Lista dei convocati aggiornata all'11 febbraio 2014.
| N. | Pos. | Nome                       | Anno | Alt. | Peso | Tiro | Squadra            |
| -- | ---- | -------------------------- | ---- | ---- | ---- | ---- | ------------------ |
| 4  | D    | Daniel Sørvik              | 1990 | 183  | 83   | L    | Vålerenga          |
| 6  | D    | Jonas Holøs                | 1987 | 180  | 93   | R    | Lok. Jaroslavl’    |
| 8  | A    | Mads Hansen                | 1978 | 185  | 88   | L    | Storhamar Dragons  |
| 13 | A    | Sondre Olden               | 1992 | 194  | 84   | L    | Vålerenga          |
| 19 | A    | Per-Åge Skrøder            | 1978 | 180  | 92   | L    | MODO               |
| 20 | A    | Anders Bastiansen - A      | 1980 | 190  | 93   | L    | Färjestad          |
| 21 | A    | Morten Ask                 | 1980 | 185  | 88   | L    | Vålerenga          |
| 22 | A    | Martin Røymark             | 1986 | 184  | 86   | L    | Färjestad          |
| 23 | D    | Mats Trygg                 | 1976 | 179  | 85   | R    | Lørenskog          |
| 26 | A    | Kristian Forsberg          | 1986 | 185  | 92   | R    | MODO               |
| 28 | A    | Niklas Roest               | 1986 | 174  | 80   | L    | BIK Karlskoga      |
| 29 | A    | Robin Dahlstrøm            | 1988 | 183  | 100  | L    | Örebro             |
| 30 | P    | Lars Haugen                | 1987 | 183  | 83   | L    | Dinamo Minsk       |
| 34 | P    | Lars Volden                | 1992 | 190  | 86   | L    | Espoo Blues        |
| 36 | A    | Mats Zuccarello            | 1987 | 171  | 74   | L    | New York Rangers   |
| 39 | D    | Henrik Solberg             | 1987 | 189  | 93   | L    | Stavanger Oilers   |
| 40 | A    | Ken André Olimb            | 1989 | 178  | 80   | L    | Düsseldorfer EG    |
| 41 | A    | Patrick Thoresen - A       | 1983 | 182  | 92   | L    | SKA Pietroburgo    |
| 42 | D    | Henrik Ødegaard            | 1988 | 179  | 85   | L    | Missouri Mavericks |
| 43 | A    | Fredrik Lystad Jacobsen    | 1990 | 180  | 86   | L    | Storhamar Dragons  |
| 46 | A    | Mathis Olimb               | 1986 | 179  | 83   | L    | Frölunda           |
| 47 | D    | Alexander Bonsaksen        | 1987 | 180  | 82   | L    | Vålerenga          |
| 51 | A    | Mats Rosseli Olsen         | 1991 | 180  | 83   | L    | Frölunda           |
| 55 | D    | Ole-Kristian Tollefsen - C | 1984 | 188  | 95   | L    | Färjestad          |
| 70 | P    | Steffen Søberg             | 1993 | 180  | 75   | L    | Vålerenga          |

LEGENDA:

P = Portiere, D = Difensore, A = Attaccante, L = sinistra, R = destra

## Gruppo C

### Lettonia
Allenatore:  Ted Nolan.
Lista dei convocati aggiornata all'11 febbraio 2014.
| N. | Pos. | Nome                | Anno | Alt. | Peso | Tiro | Squadra               |
| -- | ---- | ------------------- | ---- | ---- | ---- | ---- | --------------------- |
| 1  | P    | Ervīns Muštukovs    | 1984 | 184  | 80   | L    | EfB Ishockey          |
| 3  | A    | Juris Štāls         | 1982 | 190  | 91   | L    | Poprad                |
| 5  | A    | Jānis Sprukts       | 1982 | 189  | 85   | L    | Lok. Jaroslavl’       |
| 6  | D    | Arvīds Reķis        | 1979 | 180  | 90   | L    | Dinamo Riga           |
| 8  | D    | Sandis Ozoliņš - C  | 1972 | 190  | 95   | L    | Dinamo Riga           |
| 9  | D    | Krišjānis Rēdlihs   | 1981 | 189  | 93   | L    | Dinamo Riga           |
| 10 | A    | Lauris Dārziņš - A  | 1985 | 191  | 91   | R    | Dinamo Riga           |
| 11 | D    | Kristaps Sotnieks   | 1987 | 183  | 94   | L    | Dinamo Riga           |
| 12 | A    | Herberts Vasiļjevs  | 1976 | 181  | 80   | R    | Krefeld Pinguine      |
| 15 | A    | Mārtiņš Karsums     | 1986 | 178  | 90   | R    | Dinamo Mosca          |
| 16 | A    | Kaspars Daugaviņš   | 1988 | 183  | 95   | L    | Ginevra-Servette      |
| 21 | A    | Armands Bērziņš     | 1983 | 192  | 102  | L    | Beibarys Atyrau       |
| 24 | A    | Miķelis Rēdlihs     | 1984 | 180  | 83   | L    | Lok. Jaroslavl’       |
| 28 | A    | Zemgus Girgensons   | 1994 | 187  | 90   | L    | Buffalo Sabres        |
| 29 | D    | Ralfs Freibergs     | 1991 | 180  | 86   | L    | Bowling Green Falcons |
| 31 | P    | Edgars Masaļskis    | 1980 | 176  | 80   | L    | Poprad                |
| 32 | D    | Artūrs Kulda        | 1988 | 188  | 97   | L    | Salavat Julaev        |
| 37 | D    | Oskars Bārtulis - A | 1987 | 190  | 90   | L    | Donbas Donec'k        |
| 47 | A    | Mārtiņš Cipulis     | 1980 | 180  | 87   | L    | Dinamo Riga           |
| 50 | P    | Kristers Gudļevskis | 1992 | 192  | 92   | L    | Syracuse Crunch       |
| 51 | A    | Koba Jass           | 1990 | 183  | 88   | R    | Bílí Tygři Liberec    |
| 70 | A    | Miks Indrašis       | 1990 | 191  | 82   | L    | Dinamo Riga           |
| 79 | A    | Vitālijs Pavlovs    | 1989 | 193  | 100  | L    | Dinamo Riga           |
| 81 | D    | Georgijs Pujacs     | 1981 | 184  | 105  | L    | Dinamo Riga           |
| 91 | A    | Ronalds Ķēniņš      | 1991 | 181  | 93   | L    | ZSC Lions             |

LEGENDA:

P = Portiere, D = Difensore, A = Attaccante, L = sinistra, R = destra

### Rep. Ceca
Allenatore:  Alois Hadamczik.
Lista dei convocati aggiornata all'11 febbraio 2014.
| N. | Pos. | Nome               | Anno | Alt. | Peso | Tiro | Squadra             |
| -- | ---- | ------------------ | ---- | ---- | ---- | ---- | ------------------- |
| 1  | P    | Jakub Kovář        | 1988 | 184  | 91   | L    | Avtomobilist        |
| 2  | D    | Marek Židlický     | 1977 | 180  | 85   | R    | New Jersey Devils   |
| 3  | D    | Radko Gudas        | 1990 | 183  | 92   | R    | Tampa Bay Lightning |
| 5  | D    | Ladislav Šmíd      | 1986 | 191  | 94   | L    | Calgary Flames      |
| 7  | D    | Tomáš Kaberle      | 1978 | 185  | 97   | L    | Rytíři Kladno       |
| 8  | D    | Michal Barinka     | 1984 | 192  | 102  | L    | Vítkovice Steel     |
| 9  | A    | Milan Michálek     | 1984 | 188  | 102  | L    | Ottawa Senators     |
| 10 | A    | Roman Červenka     | 1985 | 181  | 86   | L    | SKA Pietroburgo     |
| 11 | A    | Martin Hanzal      | 1987 | 198  | 107  | L    | Phoenix Coyotes     |
| 12 | A    | Jiří Novotný       | 1983 | 189  | 97   | R    | Lev Praga           |
| 14 | A    | Tomáš Plekanec - C | 1982 | 179  | 89   | L    | Montreal Canadiens  |
| 18 | A    | Ondřej Palát       | 1991 | 181  | 79   | L    | Tampa Bay Lightning |
| 23 | D    | Zbyněk Michálek    | 1982 | 188  | 95   | R    | Phoenix Coyotes     |
| 25 | D    | Lukáš Krajíček     | 1983 | 188  | 94   | L    | Dinamo Minsk        |
| 26 | A    | Patrik Eliáš - A   | 1976 | 185  | 88   | L    | New Jersey Devils   |
| 31 | P    | Ondřej Pavelec     | 1987 | 191  | 99   | L    | Winnipeg Jets       |
| 32 | D    | Michal Rozsíval    | 1978 | 188  | 95   | R    | Chicago Blackhawks  |
| 46 | A    | David Krejčí       | 1986 | 183  | 80   | R    | Boston Bruins       |
| 53 | P    | Alexander Salák    | 1987 | 186  | 86   | L    | SKA Pietroburgo     |
| 67 | A    | Michael Frolík     | 1988 | 186  | 89   | L    | Winnipeg Jets       |
| 68 | A    | Jaromír Jágr - A   | 1972 | 189  | 102  | L    | New Jersey Devils   |
| 83 | A    | Aleš Hemský        | 1983 | 183  | 84   | R    | Edmonton Oilers     |
| 89 | A    | Jakub Voráček      | 1989 | 190  | 93   | L    | Philadelphia Flyers |
| 91 | A    | Martin Erat        | 1981 | 183  | 89   | L    | Washington Capitals |
| 93 | A    | Petr Nedvěd        | 1971 | 192  | 93   | L    | Bílí Tygři Liberec  |

LEGENDA:

P = Portiere, D = Difensore, A = Attaccante, L = sinistra, R = destra

### Svezia
Allenatore:  Pär Mårts.
Lista dei convocati aggiornata all'11 febbraio 2014.
| N. | Pos. | Nome                  | Anno | Alt. | Peso | Tiro | Squadra             |
| -- | ---- | --------------------- | ---- | ---- | ---- | ---- | ------------------- |
| 1  | P    | Jhonas Enroth         | 1988 | 180  | 75   | L    | Buffalo Sabres      |
| 3  | D    | Oliver Ekman Larsson  | 1991 | 188  | 86   | L    | Phoenix Coyotes     |
| 4  | D    | Niklas Hjalmarsson    | 1987 | 191  | 94   | L    | Chicago Blackhawks  |
| 7  | D    | Henrik Tallinder      | 1979 | 193  | 98   | L    | Buffalo Sabres      |
| 11 | A    | Daniel Alfredsson     | 1972 | 182  | 92   | R    | Detroit Red Wings   |
| 14 | A    | Patrik Berglund       | 1988 | 192  | 99   | L    | St. Louis Blues     |
| 16 | A    | Marcus Krüger         | 1990 | 182  | 82   | L    | Chicago Blackhawks  |
| 18 | A    | Jakob Silfverberg     | 1990 | 186  | 91   | R    | Anaheim Ducks       |
| 19 | A    | Nicklas Bäckström     | 1987 | 185  | 95   | L    | Washington Capitals |
| 20 | A    | Alexander Steen       | 1984 | 182  | 95   | L    | St. Louis Blues     |
| 21 | A    | Loui Eriksson         | 1985 | 188  | 89   | L    | Boston Bruins       |
| 22 | A    | Daniel Sedin          | 1980 | 185  | 85   | L    | Vancouver Canucks   |
| 23 | D    | Alexander Edler       | 1986 | 191  | 98   | L    | Vancouver Canucks   |
| 27 | D    | Johnny Oduya          | 1981 | 183  | 86   | L    | Chicago Blackhawks  |
| 30 | P    | Henrik Lundqvist      | 1982 | 185  | 87   | L    | New York Rangers    |
| 40 | A    | Henrik Zetterberg - C | 1980 | 183  | 86   | L    | Detroit Red Wings   |
| 41 | A    | Gustav Nyquist        | 1989 | 180  | 84   | L    | Detroit Red Wings   |
| 42 | A    | Jimmie Ericsson       | 1980 | 187  | 94   | L    | Skellefteå AIK      |
| 50 | P    | Jonas Gustavsson      | 1984 | 191  | 87   | L    | Detroit Red Wings   |
| 52 | D    | Jonathan Ericsson     | 1984 | 195  | 102  | L    | Detroit Red Wings   |
| 55 | D    | Niklas Kronwall - A   | 1981 | 183  | 86   | L    | Detroit Red Wings   |
| 62 | A    | Carl Hagelin          | 1988 | 182  | 85   | L    | New York Rangers    |
| 65 | D    | Erik Karlsson         | 1990 | 181  | 79   | R    | Ottawa Senators     |
| 90 | A    | Marcus Johansson      | 1990 | 183  | 91   | L    | Washington Capitals |
| 92 | A    | Gabriel Landeskog - A | 1992 | 185  | 99   | L    | Colorado Avalanche  |

LEGENDA:

P = Portiere, D = Difensore, A = Attaccante, L = sinistra, R = destra

### Svizzera
Allenatore:  Sean Simpson.
Lista dei convocati aggiornata all'11 febbraio 2014.
| N. | Pos. | Nome                  | Anno | Alt. | Peso | Tiro | Squadra             |
| -- | ---- | --------------------- | ---- | ---- | ---- | ---- | ------------------- |
| 1  | P    | Jonas Hiller          | 1982 | 187  | 87   | R    | Anaheim Ducks       |
| 3  | D    | Julien Vauclair       | 1979 | 184  | 92   | L    | Lugano              |
| 5  | D    | Severin Blindenbacher | 1983 | 180  | 88   | R    | ZSC Lions           |
| 6  | D    | Yannick Weber         | 1988 | 180  | 90   | R    | Vancouver Canucks   |
| 7  | D    | Mark Streit - A       | 1977 | 181  | 93   | R    | Philadelphia Flyers |
| 10 | A    | Andres Ambühl         | 1983 | 176  | 82   | R    | Davos               |
| 12 | A    | Luca Cunti            | 1989 | 185  | 85   | L    | ZSC Lions           |
| 14 | A    | Roman Wick            | 1985 | 188  | 94   | L    | ZSC Lions           |
| 16 | D    | Raphael Diaz          | 1986 | 181  | 88   | L    | Vancouver Canucks   |
| 20 | P    | Reto Berra            | 1987 | 194  | 89   | L    | Calgary Flames      |
| 22 | A    | Nino Niederreiter     | 1992 | 187  | 93   | L    | Minnesota Wild      |
| 23 | A    | Simon Bodenmann       | 1988 | 178  | 83   | L    | Kloten Flyers       |
| 24 | A    | Reto Suri             | 1989 | 183  | 84   | L    | Zugo                |
| 28 | A    | Martin Plüss - A      | 1977 | 175  | 85   | L    | Berna               |
| 31 | D    | Mathias Seger - C     | 1977 | 181  | 86   | L    | ZSC Lions           |
| 43 | A    | Morris Trachsler      | 1984 | 182  | 90   | L    | ZSC Lions           |
| 48 | A    | Matthias Bieber       | 1986 | 181  | 85   | L    | Kloten Flyers       |
| 51 | A    | Ryan Gardner          | 1978 | 198  | 100  | R    | Berna               |
| 52 | P    | Tobias Stephan        | 1984 | 192  | 85   | L    | Ginevra-Servette    |
| 70 | A    | Denis Hollenstein     | 1989 | 183  | 88   | L    | Ginevra-Servette    |
| 72 | D    | Patrick von Gunten    | 1985 | 180  | 83   | L    | Kloten Flyers       |
| 82 | A    | Simon Moser           | 1989 | 187  | 95   | L    | Milwaukee Admirals  |
| 88 | A    | Kevin Romy            | 1985 | 182  | 86   | L    | Ginevra-Servette    |
| 90 | D    | Roman Josi            | 1990 | 186  | 88   | L    | Nashville Predators |
| 96 | A    | Damien Brunner        | 1986 | 180  | 85   | R    | New Jersey Devils   |

LEGENDA:

P = Portiere, D = Difensore, A = Attaccante, L = sinistra, R = destra